# Smart Package Manager
Smart Package Manager, o più semplicemente Smart, è un progetto software per la gestione dei pacchetti.

## Caratteristiche
È stato creato con  l'obiettivo di creare algoritmi piccoli e portabili per risolvere adeguatamente il problema della gestione degli aggiornamenti e dell'installazione di software.
Questo tool funziona in tutte le grandi distribuzioni Linux, ed ha lo scopo di portare notevoli vantaggi rispetto agli attuali tool in uso, come l'apt, apt-rpm, yum e l'urpmi.
Smart permette di gestire package RPM, Deb e Slackware ed ha una struttura che permette l'aggiunta di nuovi formati di package e di repository (che vengono chiamati channels). Ciò che rende particolare Smart è un algoritmo per risolvere le dipendenze dei pacchetti che batte gli altri gestori di pacchetti, un'architettura chiara, un ampio supporto per i formati dei package e delle repository; questo non vuol dire che si possono installare file DEB su sistemi basati su RPM o viceversa: Smart non è un wrapper universale attorno ai differenti formati dei package ed anche se supporta formati RPM, DEB e Slackware su un singolo sistema non vuol dire che sia possibile gestire relazioni tra differenti gestori di pacchetti.

## Repository supportate
- RPM

1. RPM System Database (package installati localmente)
2. APT repository per file RPM
3. RPM-MD (utilizzato da yum)
4. Red Carpet (utilizzato da Ximian/Novell)
5. RPM Header List (utilizzato durante l'installazione di distribuzioni Red Hat e Conectiva ma probabilmente anche da altri)
6. RPM Directory (una directory con file RPM al suo interno, non è richiesta l'indicizzazione)
7. URPMI (utilizzato da Mandriva)

- DEB

1. DEB System Database (package installati localmente)
2. APT repository per file Deb
3. DEB Directory (una directory con file DEB al suo interno, non è richiesta l'indicizzazione)

- Slackware

1. Slackware installed packages database
2. Slackware repositories

- Mirrors

1. up2date (utilizzato da Red Hat Enterprise Linux 4)
2. Conectiva-style mirror description formats

## Particolarità
Digitando sulla console:
```
# smart moo
```

si otterrà la seguente linea di testo:
```
# I'm way smarter than a cow!
```

un deciso attacco ad apt-get con il quale il risultato era una faccia di mucca (in ASCII Graphics) e una scritta che chiedeva se oggi l'utente avesse già muggito.

## Distribuzioni per cui è disponibile Smart
- Mandriva
- Fedora
- Debian
- CCux
- SuSE
- MacOS
- Fox Desktop
- PCLinusOS
- Slamd64
- Openmamba